# Busia (district in Oeganda)
Busia is een district in het oosten van Oeganda.
Busia telt 228.181 inwoners.